# Ганнинг, Кристофер
Кри́стофер Га́ннинг (5 августа 1944, Челтнем, Глостершир — 24 марта 2023) — британский композитор и дирижёр.
Один из крупнейших современных британских композиторов. Автор 11 симфоний, 7 инструментальных концертов, 2 опер, музыки к более чем 50 фильмам, многочисленных произведений программной, вокальной и камерной музыки.
Особенно широкую известность получила его музыка к телесериалу «Пуаро Агаты Кристи» по произведениям Агаты Кристи.

## Биография
Родился в 1944 году в Челтнеме. Детские годы провёл в Хендоне, пригороде Лондона. С ранних лет его привлекало творчество Майлса Дейвиса и Чарли Паркера — в джазе, и Баха, Бетховена, Брамса, Бартока, Стравинского и Шёнберга — в классической музыке. Окончил Гилдхоллскую школу музыки и театра, где его преподавателями были, в частности, Ричард Беннет и Эдмунд Руббра. После окончания музыкального образования работал, сочиняя музыку к документальным фильмам. Также проявил себя как аранжировщик; сотрудничал с рекламными компаниями.
В 1970-х и 1980-х гг. К. Ганнинг работал совместно с рядом известных исполнителей и музыкантов — такими, как например: Колин Бланстоун, Мел Торме, Ширли Бэсси, Силла Блэк, The Hollies, Джеки Ли, Джудит Дарем и Фил Вудс.
Плодотворным оказалось сотрудничество Ганнинга с кино- и телеиндустрией, его музыка к фильмам «Пуаро Агаты Кристи», «Жизнь в розовом цвете», «Ветер перемен» и «Новый расклад в Покерхаусе» удостоилась четырёх премий BAFTA. Также три награды Ivor Novello Awards он получил за свою работу над музыкой к фильмам «Ребекка», «Под подозрением» и «Пламя страсти». Номинированы были также «The Big Battalions», «BBC: Дикая Африка», «Воскресший Лазарь», «Когда приплывают киты» и «Winalot».
Также К. Ганнинг активно сотрудничал с различными оркестрами. Так, им была записана его музыка к фильму «Воскресший Лазарь» вместе с Лондонским симфоническим оркестром и композиция «Yorkshire Glory» с Ливерпульским королевским филармоническим оркестром. Композитор выступал с концертными номерами совместно с Королевским филармоническим оркестром, Концертным оркестром BBC, Манчестерским камерным оркестром и Симфоническим оркестром Словацкого радио.
Кристофер Ганнинг — автор ряда произведений в жанре классической музыки, нескольких симфоний, концерта для гобоя и струнного оркестра, концерта для флейты и малого симфонического оркестра и др. Ряд его произведений был выпущен звукозаписывающей компанией Chandos.
Умер 24 марта 2023 года.

### Семья
Был женат. В браке родились четыре дочери.

## Творчество
| - «Радужная планета» (Rainbow Planet; для детей), на либретто Тима Роуз-Прайса (1983) - «Тётя Вита» (Aunt Vita; для детей), на либретто Питера Беста (1997) - Симфония № 1 (2001) - Симфония № 2 (2002) - Симфония № 3 (2005) - Симфония № 4 (2006) - Симфония № 5 (2009) - Симфония № 6 (2010) - Симфония № 7 (2011) - Симфония № 8 (2015—2016) - Симфония № 9 (2016) - Симфония № 10 (2016—2017) - Симфония № 11 (2017) - «Слава Йоркшира» (Yorkshire Glory), симфонический портрет в 5 частях (1989) - «Шторм!» (Storm!), симфоническая поэма (2002) - Симфонические вариации на тему Пуаро (2002) - «Возвращение Гектора» (Hector’s Return), концертная увертюра (2012) - «Ночное путешествие» (Night Voyage), симфоническая поэма (2012) - Симфоническая фантазия на тему Пуаро (2012) - «Полёт птиц» (Birdflight), симфоническая поэма (2016) | - Концерт для саксофона с оркестром (1998) - Концерт для фортепиано с оркестром (2001) - Концерт для гобоя со струнным оркестром (2009) - Концерт для кларнета со струнным оркестром (2009) - Концертино для флейты с малым оркестром (2010) - Концерт для гитары с оркестром (2011) - Концерт для скрипки с оркестром (2012) - Концерт для виолончели с оркестром (2013) - «Дух горы» (Spirit of the Mountain) для флейты, арфы и струнного оркестра (2014) - Шесть прелюдий для фортепиано (1997) - Струнный квартет № 1 (1997; 2-я ред. — 2005) - «Лобстер» (The Lobster), оратория для чтеца и камерного ансамбля - Фортепианное трио (2013) - Соната для фортепиано (2014) - «Плач» (Lament) для виолончели и фортепиано (2014) - «Пляжные сцены» (Beach Scenes) для квартета арф (2017) |

### Музыка к кинофильмам
1. 1970 — «До свиданья, близнецы[англ.]»
2. 1971 — «Memorial» (к/м)
3. 1971 — «Руки потрошителя[англ.]»
4. 1972 — «The Man from Haven» (сериал) — первая серия
5. 1974 — «Ooh... You Are Awful»
6. 1974 — «Intimate Strangers» (сериал) — серии с девятой по тринадцатую
7. 1974 — «Man About the House» (сериал)
8. 1975 — «В рамках празднования[англ.]»
9. 1976 — «Dangerous Knowledge» (сериал) — несколько эпизодов
10. 1976 — «Отшельник[англ.]»
11. 1977 — «Три заложника»
12. 1979 — «Running Blind» (сериал) — три эпизода
13. 1979 — «Чарли Маффин[англ.]»
14. 1981 — «Возвышение и падение Иди Амина[англ.]»
15. 1981 — «День триффидов[англ.]» (сериал) — несколько эпизодов
16. 1981 — «Wilfred and Eileen» («Уилфред и Эйлин»)
17. 1982 — «The Brack Report» (сериал)
18. 1983 — «Chessgame» («Игра в шахматы», сериал) — одна из серий
19. 1985 — «Tornado» («Торнадо», документальный)
20. 1985 — «A Flame to the Phoenix»
21. 1986 — «The Alamut Ambush»
22. 1986 — «Cold War Killers» («Убийцы Холодной войны»)
23. 1986 — «Deadly Recruits» («Наёмники смерти»)
24. 1987 — «Новый расклад в Покерхаусе[англ.]» (сериал) — 4 серии
25. 1987 — «Knights of God» (сериал) — эпизоды с девятого по тринадцатый
26. 1989 — «Когда приплывают киты[англ.]»
27. 1989—2004 — «Пуаро Агаты Кристи» (сериал)
28. 1991 — «Под подозрением[англ.]»
29. 1994 — «Ветер перемен[англ.]»
30. 1994 — «Midnight Movie» («Полуночное кино»)
31. 1995 — «Wings Over the Serengeti» («Крылья над Серенгети», документальный)
32. 1995 — «The Glass Virgin» («Стеклянная дева», мини-сериал) — три эпизода
33. 1995 — «The Affair»
34. 1996 — «Family Money» (сериал)
35. 1996 — «Караоке[англ.]» — эпизоды «Вторник», «Среда», «Четверг», «Пятница»
36. 1996 — «Воскресший Лазарь[англ.]» (мини-сериал) — четыре эпизода
37. 1997 — «Безрассудные[англ.]» (мини-сериал)
38. 1997 — «Ребекка»
39. 1997 — «Пламя страсти»
40. 1998 — «Жизнь и преступления Уильяма Палмера[англ.]»
41. 1998 — «Палач с Кейтер-стрит»
42. 1999 — «Последний поезд[англ.]» (сериал) — эпизоды со второго по шестой
43. 1999 — «Хоккайдо — сад богов» (документальный)
44. 2000 — «Anchor Me»
45. 2001 — «The Innocent»
46. 2001 — «BBC: Дикая Африка» (документальный)
47. 2003 — «Поллианна»
48. 2003 — «The Boy David»
49. 2003—2006 — Розмари и Тайм[англ.] (сериал)
50. 2004 — «Lighthouse Hill»
51. 2007 — «Жизнь в розовом цвете»
52. 2011 — «Bloom»
53. 2011 — «The House and Everything»
54. 2013 — «Christopher's Music»
55. 2013 — «Muse» («Муза»)